# Krzesławice (Kraków)

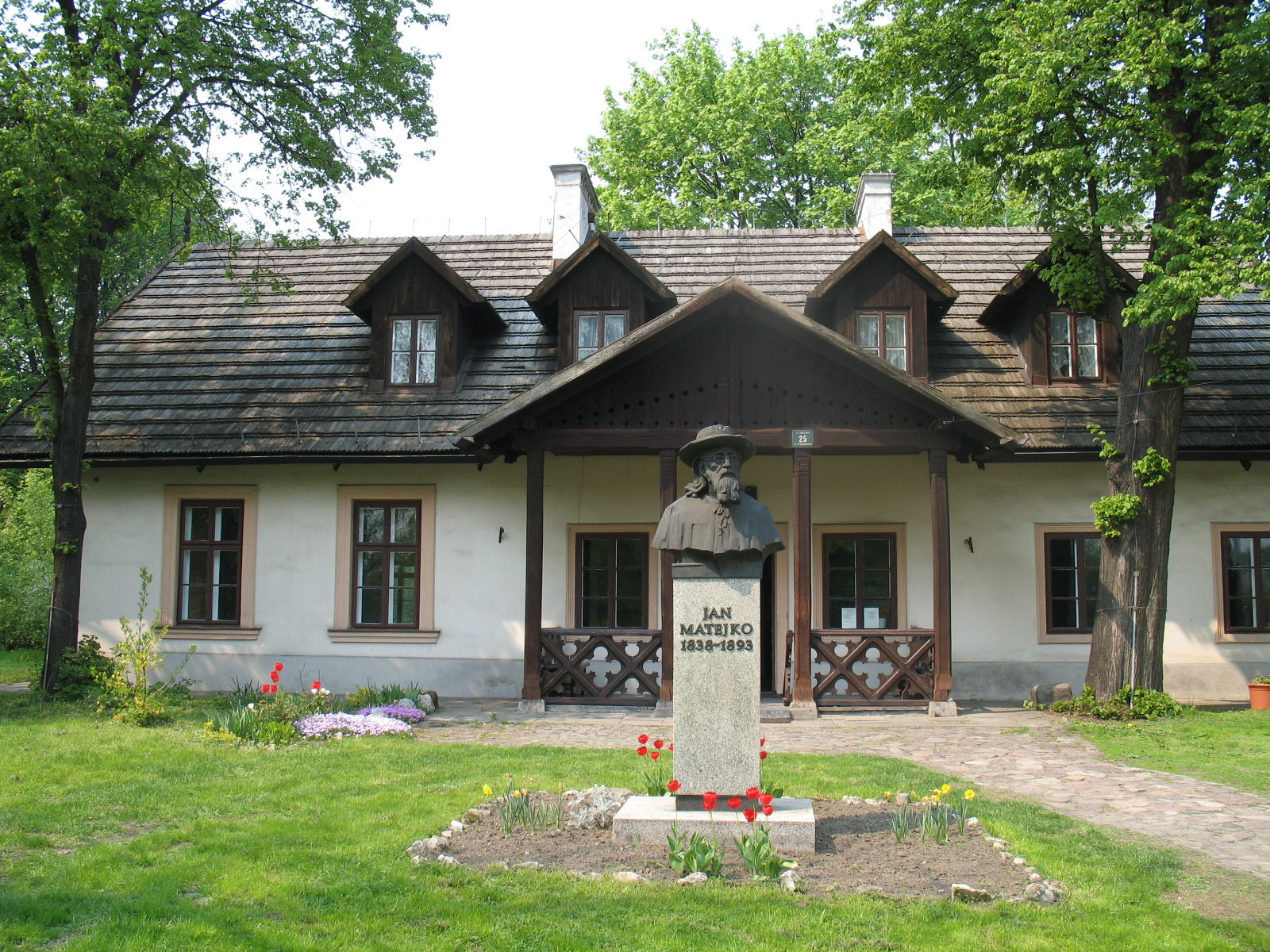
Dworek Jana Matejki w Krzesławicach

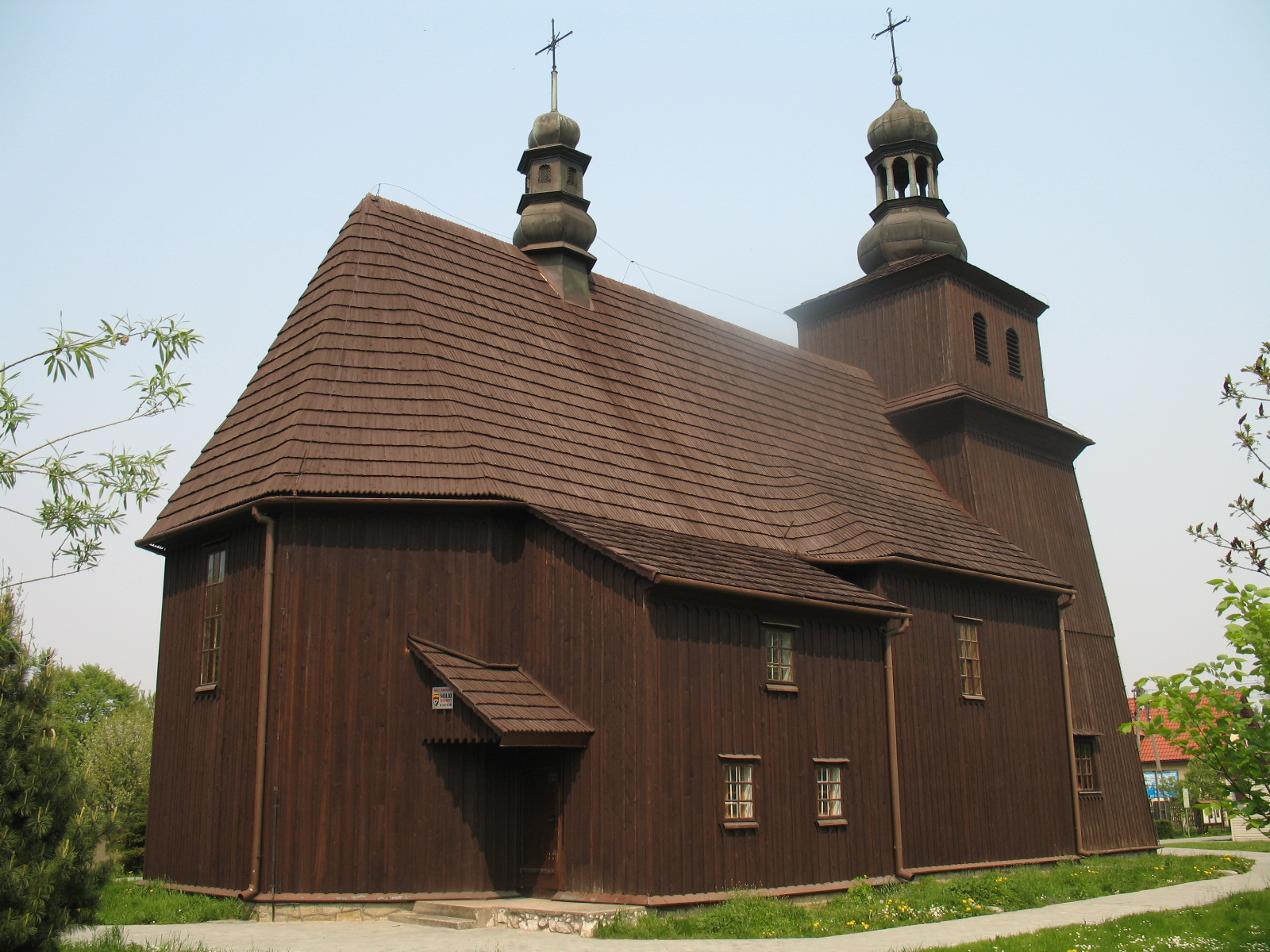
Drewniany kościół św. Jana Chrzciciela w Krzesławicach

Krzesławice – obszar Krakowa wchodzący w skład Dzielnicy XVII Wzgórza Krzesławickie, dawna wieś nad rzeką Dłubnią.
Krzesławice stanowią swoistego rodzaju skansen ziemiańskiej sielanki pośród miejskiego krajobrazu. Historycznie bowiem jest to stara wieś, leżąca na lewym, wschodnim brzegu rzeki Dłubni we wschodniej części Krakowa, Nowej Hucie. Znajduje się tutaj kilka wartych zobaczenia miejsc i zabytków, z których najczęściej zwiedzanym jest dworek Jana Matejki (z przełomu XVIII i XIX wieku) oraz kościół pw. św. Jana Chrzciciela (z XVII wieku), przeniesiony z Jawornika, koło Myślenic. Zachowało się także kilka starych chałup. Zabytkiem militarnym jest Fort 49 "Krzesławice" będący częścią Twierdzy Kraków.
Jan Matejko kupił dworek za pieniądze ze sprzedaży obrazu Stefan Batory pod Pskowem. W Krzesławicach Jan Matejko stworzył wiele swoich dzieł, m.in. portrety i szkice, a także cykl dziejów cywilizacji w Polsce.
Wieś położona w końcu XVI wieku w powiecie proszowickim województwa krakowskiego była własnością klasztoru bożogrobców w Miechowie.

## Etymologia nazwy
Nazwa Krzesławic wywodzi się od imienia Krzesława i jego potomków. Zapiski kronikarskie odnotowują w 1232 r. pierwotną nazwę Krzesławic jako „Creslauiz”. W 1288 roku wieś nazywała się już „Creszlavici”.

## Historia
Krzesławice prawdopodobnie były już osadą 2 tysiące lat p.n.e. Podczas budowy Kombinatu Metalurgicznego Huty im. Lenina oraz Nowej Huty na terenie ówczesnych Krzesławic przeprowadzane były na tym terenie badania archeologiczne.
Pierwsze notki o Krzesławicach pochodzą już z XII wieku. W 1228 roku wieś należała do rycerza Budzisława (Bugivoya, Bożywoja) z rodu Odrowążów, który przekazał ją do probostwa miechowskich bożogrobców, którzy posiadali – choć z przerwami – tę wieś do XVII wieku. W 1309 roku wieś została ponownie darowana Klasztorowi Bożogrobców w Miechowie, tym razem przez Władysława Łokietka. W 1360 roku wieś należała do szpitala św. Jadwigi na Stradomiu. Potem Krzesławicie ponownie stały się własnością Braci Bożogrobców. Również w pewnych okresach Krzesławice należały do klasztoru Ojców Cystersów w Mogile. W XV wieku wieś wzbogaciła się o karczmę i młyn. W drugiej połowie XVIII wieku Krzesławice były własnością Akademii Krakowskiej. Liczyły wówczas 340 mieszkańców, a znajdowało się tu 45 domów, młyn, dwór i dwie karczmy.
Natomiast od 1788 roku dobra krzesławickie należały do Hugona Kołłątaja. Znajdował się tutaj dwór, zabudowania gospodarcze, duży ogród, a Kołłątaj z właściwą sobie energią uporządkował cały majątek. Tutaj przez lata mieszkała jego matka. Po trzecim rozbiorze, gdy Kołłątaj przebywał w więzieniu w Ołomuńcu (1795–1802), Krzesławice zostały skonfiskowane i oddane w dzierżawę. Od 1822 roku właścicielem Krzesławic był krakowski kupiec (bankier) Jan Kanty Kirchmayer (zm. 1831), a po jego śmierci wdowa po nim Aniela (zm. 1868). W drugiej połowie XIX wieku na terenie Krzesławic znajdowało się 55 domów zamieszkanych przez około 460 mieszkańców. Ponadto znajdował się tu dwór, młyn i stawy.
W 1876 roku Krzesławice zakupił Jan Matejko. Po jego śmierci w 1893 roku Krzesławice przeszły na własność jego syna Tadeusza. Wkrótce sprzedał on Krzesławice rodzinie Burzyńskich, którzy przez lata prowadzili tu gospodarkę rolną. Ostatecznie, kiedy w 1959 roku siły opuściły Marię Burzyńską, a dworek chylił się ku ruinie, przekazała go Towarzystwu Przyjaciół Sztuk Pięknych w Krakowie, z życzeniem, aby dworek nie stracił swego historycznego charakteru, przypominając postacie Kołłątaja i Matejki.
W latach 1881–1886 w Krzesławicach wybudowano fort artyleryjski, który miał bronić Twierdzy Kraków na odcinku traktu proszowickiego oraz linii kolejowej do Kocmyrzowa. Fort 49 "Krzesławice" powstał na tzw. Łysej Górze w miejscu drewniano-ziemnego szańca z ok. 1872, który rozbudowano w 1878 do fortu pośredniego. Fort był uzbrojony w ciężką artylerię kal. 12 i 15 cm, ostrzeliwał czołówki wojsk rosyjskich zbliżających się do Krakowa w czasie I bitwy o Kraków w listopadzie 1914. W forcie służył jako kanonier 2 Pułku Artylerii Fortecznej w Krakowie Wincenty Witos, który odbywał swoją służbę wojskową w latach 1895–1897. W okresie międzywojennym fort był wykorzystywany przez Wojsko Polskie do prowadzenia nasłuchu radiowego radiostacji niemieckich. W okresie okupacji niemieckiej fosy fortu, będącego oddalonym od Krakowa, służyły hitlerowcom do rozstrzeliwania krakowskiej i małopolskiej inteligencji. Po II wojnie światowej ekshumowano 440 ciał z łącznie 29 grobów. W 1994 zaniedbany fort przekazano lokalnemu Młodzieżowemu Domowi Kultury, który po rozpoczęciu remontu zainicjował w nim działalność w maju 2000, kontynuując renowację zabytkowego fortu.
W latach 1949–1954 znaczna część pól ówczesnych mieszkańców Krzesławic została przeznaczona pod budowę Nowej Huty oraz Huty im. Lenina. Ówcześni mieszkańcy i właściciele ziemscy (głównie rolnicy) bezpowrotnie stracili swoje ziemie.
W 1949 roku wieś Krzesławice została częścią Nowej Huty i wraz z nią została w 1951 przyłączona do Krakowa jako nowohuckie osiedle. W latach siedemdziesiątych wprowadzono dodatkowo nazwy ulic (np. ul. Leona Kruczkowskiego 15, z których część uległa dekomunizacji w latach 90. XX w. W ten sposób dawna ul. Leona Kruczkowskiego nosi obecnie nazwę Melchiora Wańkowicza). Od 1991 Krzesławice są częścią Dzielnicy XVII Wzgórza Krzesławickie.

## Ulice Krzesławic
- ul. Melchiora Wańkowicza
- ul. Wąwozowa
- ul. Polskiego Czerwonego Krzyża
- ul. Józefa Krasnowolskiego
- ul. Stanisława Łempickiego
- ul. Tadeusza Lehra Spławińskiego
- ul. Juliusza Kleinera
- ul. Jana Zarańskiego
- ul. Zdzisława Przebindowskiego

## Galeria

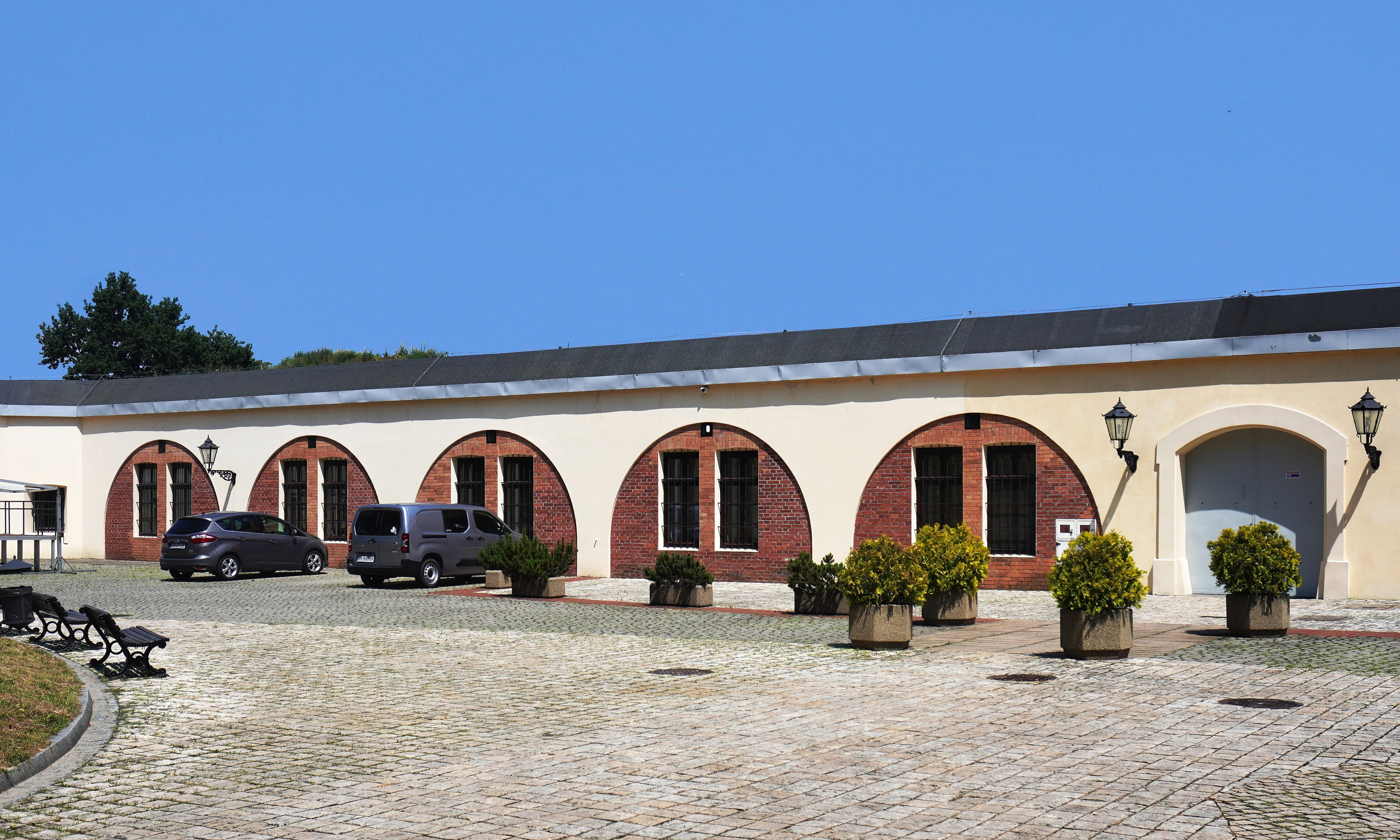
Fort 49 „Krzesławice”
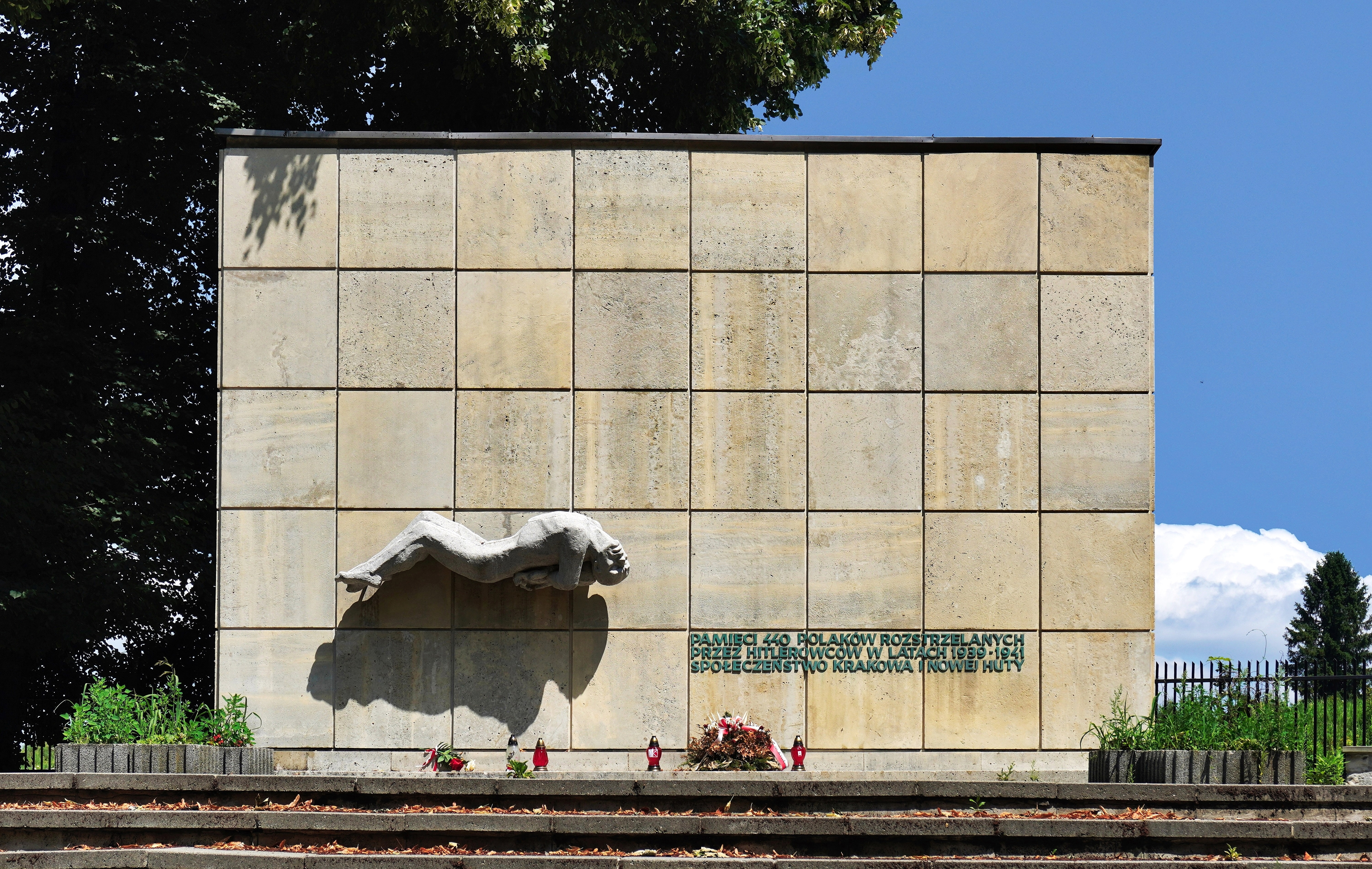
Pomnik Poległych w Krzesławicach
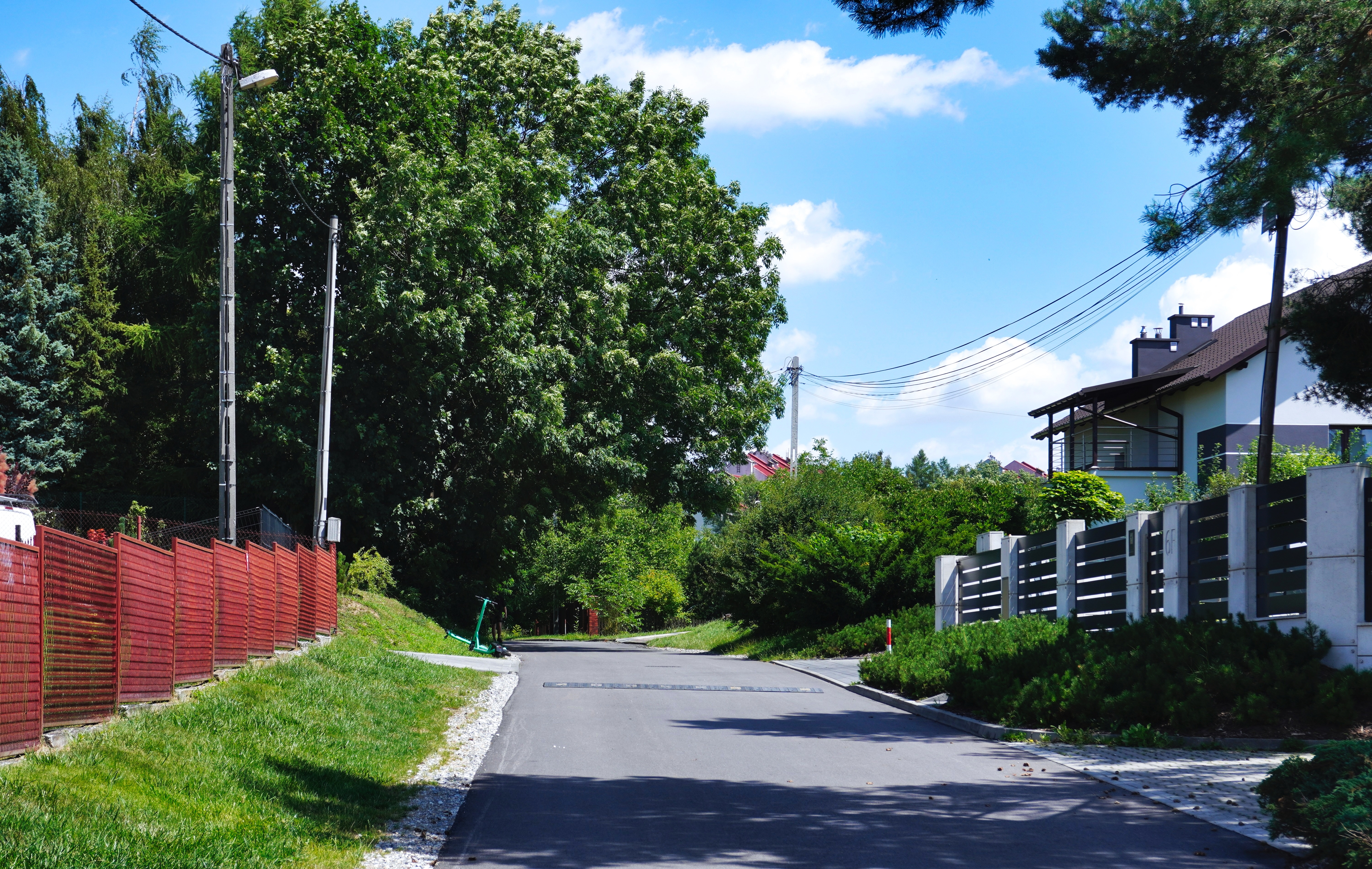
Ulica Sándora Petőfiego – historycznie droga graniczna między Krzesławicami a Zesławicami
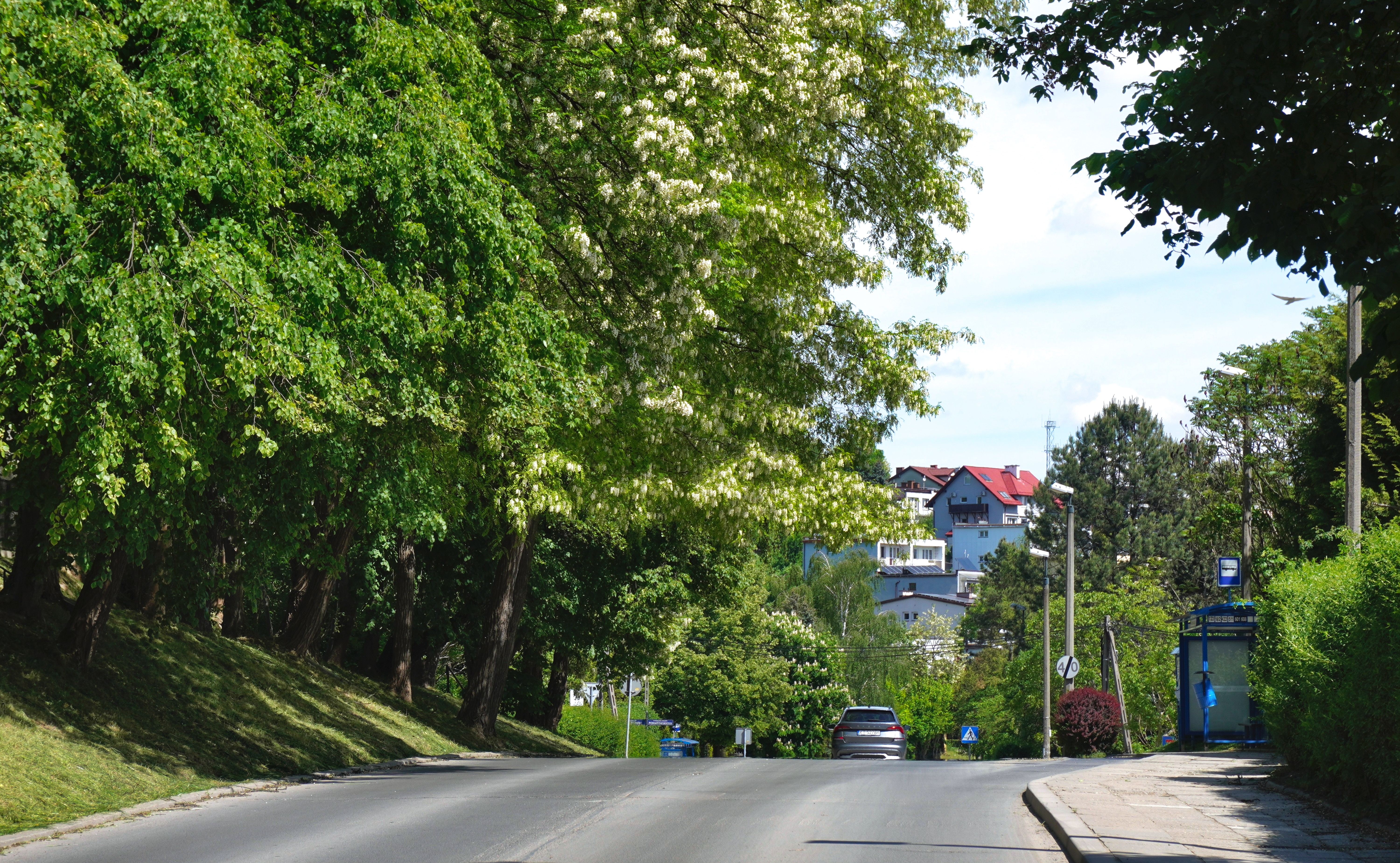
Ulica Władysława Jagiełły